# Robert W. Woolley
Pour les articles homonymes, voir Woolley.
Robert Wickliffe Woolley (29 avril 1871 - 15 décembre 1958) est un homme politique démocrate américain de Washington D.C. Il est directeur de la Monnaie des États-Unis de 1915 à 1916, et membre de la Commission du commerce interétatique en 1920. Il critique la consommation de carburant des Américains.

## Biographie
Robert W. Woolley naît le (29 avril 1871 à Lexington, dans le Kentucky, de Franklin Waters Woolley (1845-1891) et de Lucy McCaw (1844-1905). Il épouse Marguerite Holmes Trenholm (1878-1936) en 1900 et a quatre filles, Marguerite Trenholm Woolley (1901-1983), Florence Trenholm Wickliffe (Woolley) McKee (1905-1997) et Frances Howard (Wolley) Robb (1914-2003). Frances est la mère du futur gouverneur de Virginie Charles S. Robb et la belle-mère de Lynda Bird Johnson Robb (en), fille du président Lyndon B. Johnson.
Il est directeur de la Monnaie des États-Unis de 1915 à 1916.
Lors de la réélection du président Woodrow Wilson en 1916, Woolley est président du bureau de la publicité pour le Comité national démocrate et on lui doit le slogan He Has Kept Us Out of the War (Il nous a évité la guerre).
Il est membre de la Commission du commerce interétatique en 1920.
Il décède le 15 décembre 1958 à Frankfort, dans le Kentucky.